# تيكمة داش (هشترود)
تيكمة داش هي قرية في مقاطعة هشترود، إيران. عدد سكان هذه القرية هو 71 في سنة 2006.